# 1755년
1755년은 수요일로 시작하는 평년이다.

## 연호
- 청(淸) 건륭(乾隆) 20년
- 일본(日本) 호레키(宝暦) 5년
- 후 레 왕조(後黎朝) 까인흥(景興) 16년

## 기년
- 류큐(琉球) 쇼보쿠왕(尚穆王) 4년
- 청(淸) 고종 건륭제(高宗 乾隆帝) 20년
- 조선(朝鮮) 영조(英祖) 31년
- 후 레 왕조(後黎朝) 현종(顯宗) 16년

## 사건
- 11월 1일 -  포르투갈 리스본 대지진

## 탄생
- 8월 29일 - 나폴레옹 시대 폴란드 장군 얀 헨리크 동브로프스키
- 11월 2일 - 프랑스의 루이 16세의 왕비 마리 앙투아네트
- 11월 12일 - 프로이센의 장군이자 군사이론가 게르하르트 폰 샤른호르스트
- 11월 17일 - 프랑스의 루이 18세

## 사망
- 2월 16일 - 일본의 외교관 겸 성리학자 아메노모리 호슈
- 9월 1일 - 루이 페르디낭 드 프랑스의 딸 마리제피린

- 12월 23일 - 중국 청나라 군인 겸 정치가 보르지기트 반디.